# Concours Eurovision des jeunes musiciens 2024
- Pays qualifiés en demi-finale
- Pays finalistes
- Pays ayant participé dans le passé, mais pas en 2024

Montpellier 2022 Concours Eurovision des jeunes musiciens 2026
Le concours Eurovision des jeunes musiciens 2024 fut la 21e édition de l'Eurovision Jeunes Musiciens. Il eut lieu au Stormen Concert Hall (no) le 17 août 2024 à Bodø, en Norvège,. Il fut organisé par l'Union européenne de radio-télévision aux côtés du diffuseur hôte NRK,.

## Emplacement

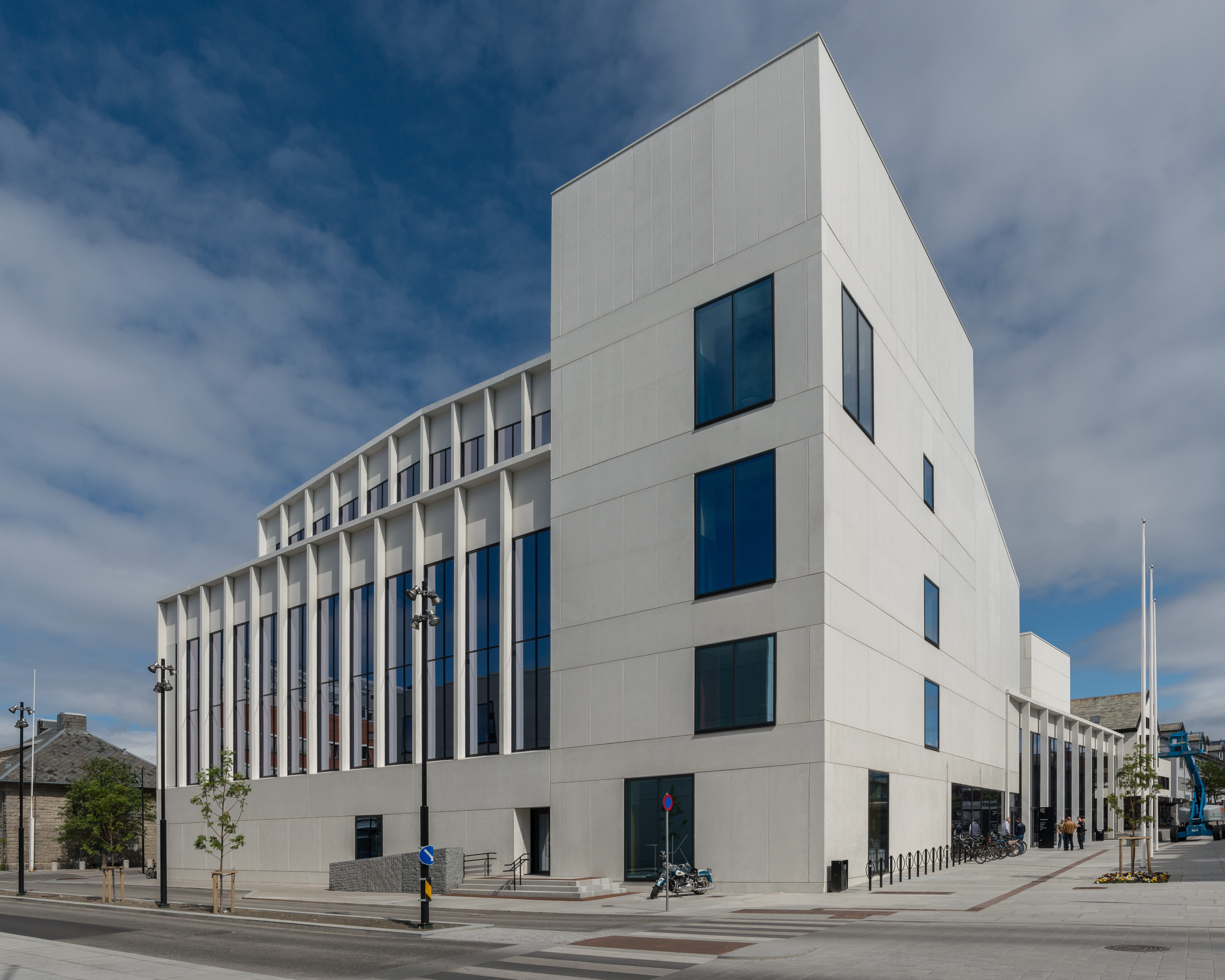
Le Concours eut lieu au Stormen Concert Hall à Bodø, en Norvège.

Le 11 juillet 2023, l'Union européenne de radio-télévision a annoncé sur son site officiel que le concours aurait lieu dans la ville de Bodø, en Norvège. La ville est cette année la capitale européenne de la culture. Sur Twitter, l'organisation a confirmé que le Stormen Concert Hall a été choisi comme lieu où se déroulera la compétition. Ce sera la deuxième édition organisée en Norvège depuis la première en 2000, lorsqu'elle s'était tenue à Bergen.

## Pays participants
Onze pays ont participé à cette édition. L'Arménie, la Serbie et la Suisse reviennent au concours après avoir participé respectivement pour la dernière fois en 2012, 2006 et 2008. La Croatie se retire pour cette année (dernière participation du pays en 2022).
Sur sa publication Facebook de juillet 2023, l'Union européenne de radio-télévision a annoncé que dix places de participation étaient disponibles pour les radiodiffuseurs souhaitant participer à cette édition,. Cependant, le 10 janvier 2024, la représentante officielle de l'UER pour l'Eurovision des jeunes musiciens, Amélie Rossignol, a annoncé qu'un maximum de onze pays pourraient participer en 2024, parmi lesquels dix diffuseurs d'autres pays aux côtés du diffuseur du pays hôte,.
Le 29 février 2024, la chaîne suisse SRF a révélé que douze pays participeraient au concours,,. Cependant, la chaîne autrichienne ORF a rapporté le 3 avril 2024 que onze pays participeraient au concours : l'Allemagne, l'Arménie, l'Autriche, la Belgique, la France, la Norvège, la Pologne, la Serbie, la Suède, la Suisse et la Tchéquie. La liste exclut la Slovénie, qui a confirmé son intention de revenir au concours en juin 2023. Le 5 avril 2024, la chaîne norvégienne NRK a officiellement révélé que onze pays participeraient, les mêmes onze pays rapportés par l'ORF deux jours auparavant.

## Finale
La finale eut lieu le 17 août 2024 à 21 heures CEST.
| Ordre | Pays      | Diffuseur          | Artiste                    | Instrument        | Compositeurs et pièces                                           | Résultat |
| ----- | --------- | ------------------ | -------------------------- | ----------------- | ---------------------------------------------------------------- | -------- |
| 01    | Norvège   | NRK                | Sebastian Egebakken Svenøy | Piano             | Saint-Saëns Concerto pour piano no 5, 3e mouvement               | -        |
| 02    | Suisse    | SRF                | Valerian Alfaré            | Euphonium         | Mealor Extrait du concert pour euphonium                         | -        |
| 03    | Belgique  | RTBF               | Mahault Ska                | Piano             | Mendelssohn Concerto pour piano en sol mineur, 1er mouvement     | -        |
| 04    | Autriche  | ORF                | Leonhard Baumgartner       | Violon            | Vieuxtemps Concerto pour violon no 5 en la mineur, 1er mouvement | 1er      |
| 05    | Arménie   | AMPTV              | Hayk Hekekyan              | Hautbois          | Lebrun Concerto pour hautbois no 1 en ré mineur, 1er mouvement   | -        |
| 06    | France    | France Télévisions | Pierre-Emmanuel Hurpeau    | Piano             | Ravel Concerto pour piano en sol, 3e mouvement                   | -        |
| 07    | Suède     | SVT                | Hugo Svedberg              | Violoncelle       | Haydn Concerto pour violoncelle no 1 en ré majeur, 1er mouvement | 2e       |
| 08    | Pologne   | TVP                | Jeremi Tabęcki             | Clarinette        | Bassi Fantaisie de concert sur des motifs de Rigoletto           | -        |
| 09    | Serbie    | RTS                | Bogdan Dugalić             | Piano             | Rachmaninov Rhapsodie sur un thème de Paganini                   | -        |
| 10    | Allemagne | WDR                | Fabian Johannes Egger      | Flûte traversière | Gade et Christiansen (da) Tango Fantasia pour flûte et orchestre | 3e       |
| 11    | Tchéquie  | ČT                 | Adam Znamirovsky           | Piano             | Saint-Saëns Concerto pour piano no 2, 3e mouvement               | -        |

### Autres pays
- Macédoine du Nord : À la mi-septembre 2023, le radiodiffuseur macédonien MRT a publié son plan budgétaire pour l'année 2023/2024, mais ne mentionna pas le concours[25]. Bien qu'il ait été précisé par la suite que le plan attendait toujours l'approbation du gouvernement, son approbation exclurait probablement un retour du pays. Cependant, le 5 décembre 2023, la Macédoine du Nord n'est pas apparue sur la liste des participants au concours. La dernière participation de la Macédoine du Nord remonte à 1994[26].
- Slovénie : Le radiodiffuseur slovène RTVSLO a confirmé en juin 2023 son intention de revenir au concours, mais n'a pas figuré sur la liste finale des participants. La dernière participation de la Slovénie remonte à 2018[27],[28],[5].

Les radiodiffuseurs membres actifs de l'UER en Bulgarie,, Géorgie, Pays-Bas, Espagne et Pays de Galles ont confirmé leur non-participation avant l'annonce de la liste des participants par l'UER. Le 30 novembre 2023, la Croatie a confirmé son retrait du concours sans aucune raison,,. Fin décembre 2023, la BBC a annoncé que le Royaume-Uni n'avait pas l'intention de revenir au concours de 2024, le concours BBC Young Musician se déroulant en même temps que la finale de l'Eurovision des Jeunes Musiciens,,.

## Jury
| Nom                  | Pays     | Qualité |
| -------------------- | -------- | --- |
| Andreas Sundén       | Suède    | Clarinettiste |
| Marianna Shirinyan   | Arménie  | Pianiste |
| Tabita Berglund (en) | Norvège  | Cheffe d’orchestre et violoncelliste                                                                                                |
| Martin Grubinger     | Autriche | Multi-percussionniste Finaliste de l’Eurovision des jeunes musiciens 2000 et présentateur de l’Eurovision des jeunes musiciens 2012 |

## Diffusions
La finale est diffusée en direct le 17 août 2024 à 21 heures CEST, hormis pour l'Allemagne, l'Autriche, la Belgique, la France et la Suède qui diffusent en différé.
| Pays      | Diffuseur(s)      | Date de diffusion |
| --------- | ----------------- | ----------------- |
| Allemagne | WDR               | 17 août 2024      |
| Arménie   | Arménie 1         | 17 août 2024      |
| Autriche  | ORF 2             | 18 août 2024      |
| Belgique  | Musiq'3, La Trois | 17 août 2024      |
| France    | Culturebox        | 24 septembre 2024 |
| Norvège   | NRK1              | 17 août 2024      |
| Pologne   | TVP Kultura       | 17 août 2024      |
| Serbie    | RTS (RTS2)        | 17 août 2024      |
| Suède     | SVT2              | 24 août 2024      |
| Suisse    | SRF1, RTS 2       | 17 août 2024      |
| Tchéquie  | ČT                | 17 août 2024      |